# جوزيف بولوفسكي

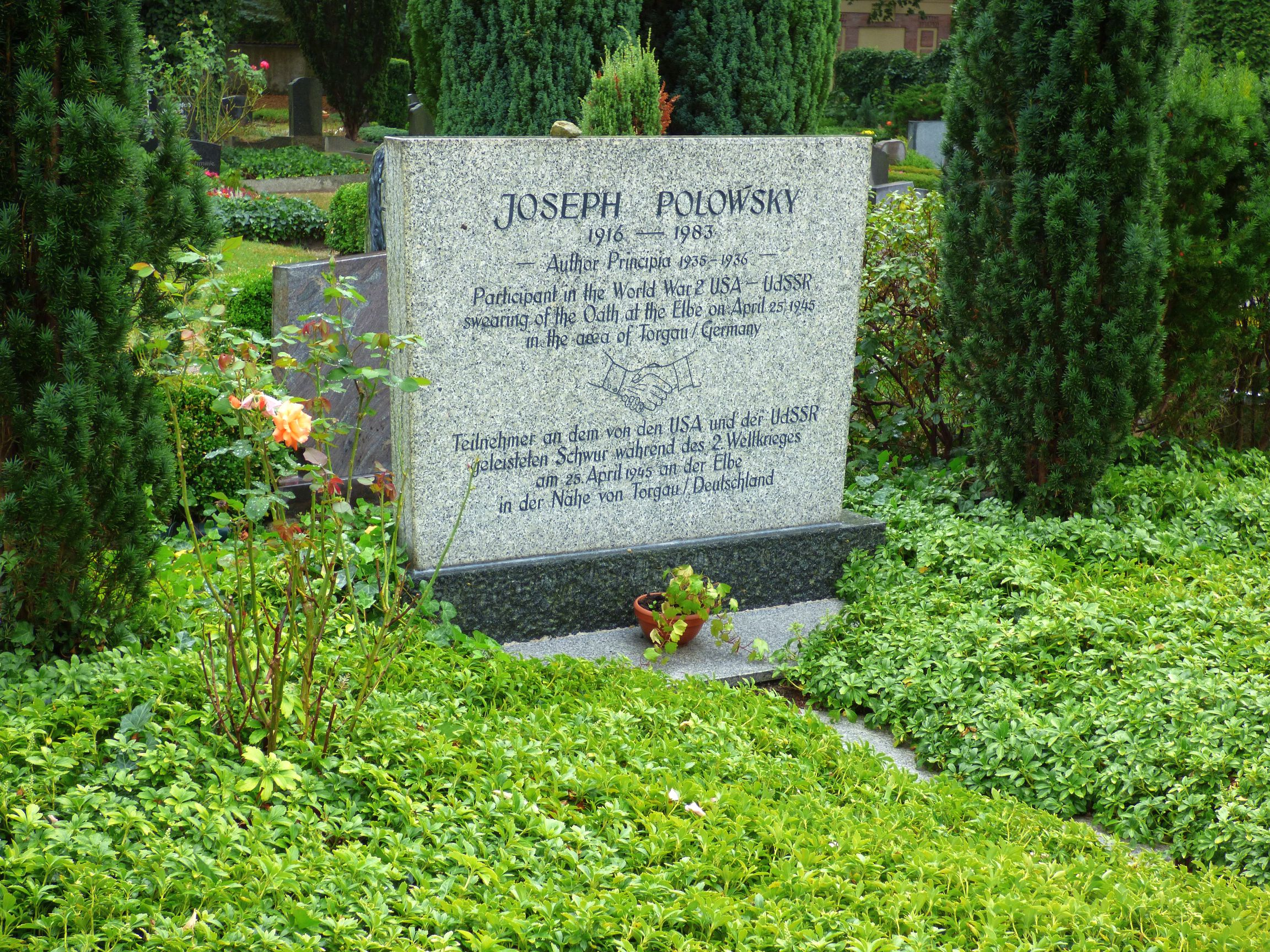
حجر قبر جو بولوفسكي في تورجاو

جوزيف بولوفسكي (بالإنجليزية: Joseph Polowski)‏ (1916-1983) كان جنديًا أمريكيًا التقى مع آخرين بالقوات السوفيتية على ضفاف نهر إلبه في 25 أبريل 1945 وأصبح فيما بعد ناشطًا مناهضًا للحرب. 
كان الابن الأصغر للمهاجرين اليهود الذين هاجروا من منطقة كييف في الإمبراطورية الروسية إلى الولايات المتحدة وعمل أولاً كقائد وسائق حافلة لهيئة النقل بشيكاغو، ثم سائق سيارة أجرة لشركة شيكركاب في شيكاغو.
خلال الحرب العالمية الثانية، تم تجنيده وخدم في فرقة المشاة التاسعة والستين. كان ينتمي إلى فرقة استكشافية عبر نهر إلبه في تورجاو في 25 أبريل 1945 والتقى بالقوات السوفيتية على الضفة الأخرى.  عندما رأى الأمريكيون والسوفييت جثث مدنيين ألمان قتلوا بنيران مدفعية عشوائية بالقرب من النهر، أقسم جنود كلا الجيشين على القيام بكل شيء لمنع اندلاع حرب جديدة.
في عام 1946 تم تسريح بولوفسكي من الجيش. بالعودة إلى الولايات المتحدة، طلب دون جدوى من الأمم المتحدة إعلان 25 أبريل يومًا عالميًا للسلام.
في كل عام كان يحيي ذكرى إلبه على جسر شارع ميتشيجان في شيكاغو ويقيم وقفة احتجاجية وواصل العمل كسائق تاكسي. 
في عام 1959 التقى برئيس الوزراء السوفيتي نيكيتا خروتشوف الذي زار الولايات المتحدة. بعد ذلك بوقت قصير، تمت دعوته لزيارة الاتحاد السوفيتي حيث التقى مرة أخرى بخروتشوف في الكرملين. ثم زار ألمانيا الشرقية والتقى فالتر أولبريشت.
كان بولوفسكي مريضًا بالفعل بالسرطان، وأقام وقفته الاحتجاجية الأخيرة على جسر شارع ميتشجان في 25 أبريل 1983. توفي في شيكاغو في 17 أكتوبر 1983. طلب في وصيته أن يُدفن في تورجاو، ودُفن هناك بمراسم عسكرية في 26 نوفمبر 1983. 
في عام 1995 سميت مدرسة ثانوية في تورجاو باسمه. تم إحياء ذكراه في أغنية فرد سمول «في إلبه».

## روابط خارجية
- جوزيف بولوفسكي
- مجلس ولاية ديلاوير رقم 140 للجمعية العامة لمجلس الشيوخ القرار المتزامن رقم. 35[وصلة مكسورة]
- مجلة ميلووكي - 24 أبريل 1965[وصلة مكسورة]
- في إلبه كلمات فرد سمول